# 福永あや
福永 あや（ふくなが あや（AYA）、1987年2月14日 - ）は、日本の元AV女優。
東京都出身。血液型：O型 、身長：162cm 、スリーサイズ：B88・W59・H83 、Dカップ。趣味、特技：ダンス

## 略歴
- 2006年にAVデビュー。デビュー前からレゲエダンサーとして活動していた。一部のエロダンス的作品やソフト・オン・デマンドグループ出演作品については本物レゲエダンサー「AYA」として出演している。元レゲエダンサーという触れ込みで活動していたYOKO（楓）との共演が多い。
- 2008年3月をもって、AV女優としての活動を終了。2009年、新宿区歌舞伎町にて自らがプロデュースする風俗店「ANGEL×ANGEL」を開業。

## 作品
AYA、Aya 名義
2006年
- ERO BEAUTISM AYA（6月16日、ガッツ）
- 本物レゲエダンサーAYA 驚愕の腰づかいで潮吹きまくり!!（7月20日、ディープス）
- 本物レゲエダンサーAYA第2弾 驚愕の腰づかいでチ○ポヌキまくり（8月4日、ディープス）
- 本物レゲエダンサーAYA第3弾 驚愕の腰づかいで中出しまくり!!（9月7日、ディープス）
- BANQUISH 2 AYA（9月22日、プレステージ）
- 露出ダンサー（10月13日、カルマ）
- 本物レゲエダンサーAYA第4弾 驚愕の腰づかいでローションFUCK!!（10月19日、ディープス）
- 本物レゲエダンサーAYA第5弾 驚愕の腰づかいでグラインド騎乗位FUCKER!!（11月16日、ディープス）
- 極エロダンス×制服コス×腰フリ騎乗位ファック（11月16日、SODクリエイト）
- あの!本物レゲエダンサーYOKOvsAYA 衝撃×驚愕の腰づかいでザーメン搾りヌキバトル!（12月21日、ディープス）
- 胸がドキドキハメラレ野球拳（12月21日、SODクリエイト）

2007年
- 雌女anthology ＃042 「女の口は嘘をつく。」（1月5日、アウダースジャパン）
- GAL DANCER 中出し20連発（1月5日、アイエナジー）
- 本物レゲエダンサーAYA第6弾 驚愕の腰づかいでウネリまくりのイキまくり!（1月5日、ディープス）
- レゲエダンス&ファック（1月25日、しのだプロジェクト）
- レゲエダンサー乱交痴女アクメ（2月8日、SODクリエイト）
- 本物レゲエダンサーAYA第7弾!ファン感謝祭!驚愕の腰づかいでヌキまくりの中出し（2月22日、ディープス）
- GAL DANCER 中出し20連発　AYA&早乙女みなき（2月22日、アイエナジー）
- ダンスファック（3月5日、ジャネス）
- 六本木の某有名クラブで 大人気レゲエダンサーが友達連れて いつでも・どこでも・だれとでもところかまわず腰をがくがくご乱交●×友達黒人と5P（3月8日、SODクリエイト）
- あの!本物レゲエダンサーYOKO&AYA第2弾!衝撃×驚愕の腰づかいでW痴女エンドレス（3月22日、ディープス）
- ギャルダンサー 中出し20連発 スペシャル（3月22日、アイエナジー）
- 業界NO.1腰フリダンサー YOKO&AYA（4月5日、アイエナジー）
- ギャルサー。 さとう和香+Aya（4月15日、ワープエンタテインメント）
- 完全ガチガチ×ドキュメント!!（4月15日、ワープエンタテインメント）オムニバス形式作品
- 女優魂（4月19日、SODクリエイト）
- 本物レゲエ&ニューハーフダンサー集団の鬼ヤバイ腰フリ×マジエロい攻めテクで発射寸前!（5月15日 イマージュ）
- 黒人 騎乗位 中出し20連発（5月17日、アイエナジー）
- 真正中出しプリンセス 6（6月2日、モブスターズ）
- 衝撃の日米極エロダンスバトルでマジ発射寸前!!（6月15日 イマージュ）
- ソフト・オン・デマンド女子社員VSオレンジ通信女編集部員 ドキッ!丸ごと下着 女子社員だらけの水泳大会 THE ゴージャス（7月5日 SODクリエイト）
- 夏だ!レゲエだ!ダンサー100人!!地響きが起こる腰づかいでフリまくり痴女りまくりチ○ポヌキ祭り!!（7月5日 ディープス）
- Chijyo Service（7月31日、デジタルアーク）
- 素人さんハレンチ水着で男の視線を一人じめしてみませんか?（8月17日、おかず。（ケイ・エム・プロデュース））
- Fetish Lesbian（9月5日、ドリームクリエイト）
- 祝!!SOD創立12周年特別企画第一弾!! ファン大感謝祭（9月6日、SODクリエイト）
- お姉ギャル痴女ダブル（9月7日、映天）
- 60人のまるだしオマンコときもメン・黒人・マンコぶっかけ・中出し・ファック!（9月19日、ドグマ）
- 美脚倶楽部（10月30日、花脚風月）
- Gal Can セクシーダンサー（11月21日、h.m.p）
- バブルでGO!!発射（12月20日、SODクリエイト）
- 和ギャルEROTIC STYLE（12月20日、イマージュ）
- AV女優グランプリ（12月25日、トップワン）

2008年
- 強制フェラ・中出し・アクメ捕虜収容所3（1月25日 ミュージアム・ネクスト）
- E.F.B EROGAL FUCK BATTLE No.1エロギャル超絶潮吹き（1月25日 ミュージアムネクスト）
- CHOCOBALL'S BOOT CAMP チョコボールズブートキャンプ（1月25日 BRAVO）
- もうパパじゃなきゃダエなの 3（2月8日、東京音光）
- ハイスクール!巨乳組 4（3月6日 V&Rプロダクツ）
- 六本木AV女優キャバ（3月15日、ミュージアム・ネクスト）

福永あや 名義
2006年
- 七人の「顔騎」女たち（5月10日、AVS）
- 無音踊 ＃01 AYA FUKUNAGA（5月25日、レイディックス）
- DANCE SPIRIT WET GIRLS（6月19日、スタイルアート）
- おはズボッ!そんなに突いたらアソコ壊れちゃう!（6月21日、アテナ映像）
- DANCING BUTTERFLY 2（7月5日、未来・フューチャー）
- REGGAE DANCE STYLE 2（7月14日、ビッグモーカル）
- 女子校生乱痴気ダンス 3（7月19日、スタイルアート）
- RANCHIKI DANCE STRIP 01（7月19日、スタイルアート）
- ONLY☆FUCK 8（7月30日、ゴリラプロジェクト）
- DANCE WET 4 GALS（8月26日、ラハイナ東海）
- 嵐 ARASHI 2 DYNAMITE DANCING GIRLS（9月8日、ビッグモーカル）
- MICRO BIKINI OILY DANCE（10月6日、映天）
- 激・1 JYOSIKOUSEI GEKIRETU DANCE BATTLE（10月13日、ビッグモーカル）
- AYA DANCE FUCKER（10月19日、スタイルアート）
- WATER DANCE（10月19日、スタイルアート）
- キャバ嬢乱痴気ダンスストリップ stage 01（10月25日、ジャネス）
- 本物レゲエダンサー達の鬼ヤバイ腰フリでマジ発射寸前（10月25日、イマージュ）
- WATER DANCE（11月19日、スタイルアート）
- 中出し強要ギャル痴女!）ねぇ、中に出して!!  2（レンタル）（11月24日、うまなみ。（ケイ・エム・プロデュース））
- うまなみプレゼンツ 26　中出し強要ギャル痴女〜ねぇ、中に出して!〜 4時間（セル）（11月24日、おかず。（ケイ・エム・プロデュース））
- HIGH SCHOOL FUCK（12月1日、アイデアポケット）
- 本物レゲエダンサー達が鬼ヤバイノーパン腰フリバトルでマジ潮吹き!（12月20日、イマージュ）
- もしもこんな痴女がいたら…。8（レンタル）（12月29日、うまなみ。（ケイ・エム・プロデュース））
- うまなみプレゼンツ 27　もしもこんな痴女がいたら…。4時間 2（セル）（12月29日、おかず。（ケイ・エム・プロデュース））

2007年
- 東京10代 Night Style（1月19日、クロス）
- 109☆GIRLS（1月25日、kira☆kira）
- Gal chick（1月30日、冒険ゴリラ）
- カリスマOL 美脚で誘惑一発契約!（2月9日、LEO）
- おげれつな! 尻フェチ!（2月25日、未来・フューチャー）
- 女子校生のお尻（3月5日、ジャネス）
- DANCE SPIRIT private version（3月19日、スタイルアート）
- MICRO BIKINI OILY DANCE 2（4月6日、映天）
- 撮影現場で突然台本にないセックスを要求したらモデルはやらせてくれるのか?（4月13日、メディアバンク）

## 出演
- インリンのM時ですョ!（サンテレビ）